# Giro del Piemonte 1922
Il Giro del Piemonte 1922, quindicesima edizione della corsa, si svolse il 9 maggio 1920 su un percorso di 314 km. La vittoria fu appannaggio dell'italiano Angelo Gremo, che completò il percorso in 13h02'58", precedendo i connazionali Bartolomeo Aymo e Costante Girardengo.
Sul traguardo di Torino 19 ciclisti, su 34 partiti dalla medesima località, portarono a termine la competizione. 

## Ordine d'arrivo (Top 10)
| Pos. | Corridore           | Squadra         | Tempo     |
| ---- | ------------------- | --------------- | --------- |
| 1    | Angelo Gremo        | Bianchi-Salga   | 13h02'58" |
| 2    | Bartolomeo Aymo     | Legnano-Pirelli | a 20"     |
| 3    | Costante Girardengo | Bianchi-Salga   | a 1'03"   |
| 4    | Giuseppe Enrici     | Legnano-Pirelli | a 3'19"   |
| 5    | Giuseppe Azzini     | Maino           | a 4'25"   |
| 6    | Giovanni Brunero    | Legnano-Pirelli | a 4'44"   |
| 7    | Federico Gay        | Bianchi-Salga   | a 6'25"   |
| 8    | Pietro Linari       | Legnano-Pirelli | a 12'59"  |
| 9    | Alfredo Sivocci     | Legnano-Pirelli | s.t.      |
| 10   | Gaetano Belloni     | Bianchi-Salga   | a 22'02"  |